# Jalupa
Jalupa es una villa del municipio de Jalpa de Méndez ubicado en la subregión centro del estado mexicano de Tabasco.

## Geografía
La localidad de Jalupa se sitúa en las coordenadas geográficas 18°08′07″N 93°02′48″O / 18.135278, -93.046667, a una elevación de 4 metros sobre el nivel del mar.

## Demografía
Según el Conteo de Población y Vivienda 2020, efectuado por el Instituto Nacional de Estadística y Geografía, la localidad de Jalupa tiene 5,622 habitantes, de los cuales 2,722 son del sexo masculino y 2,900 del sexo femenino. Su tasa de fecundidad es de 2.28 hijos por mujer y tiene 1,488 viviendas particulares habitadas.
| Gráfica de evolución demográfica de Jalupa entre 1900 y 2020 |
|                                                              |
| INEGI.                                                       |